# Ostra (Itàlia)
Ostra és un comune (municipi) de la província d'Ancona, a la regió italiana de les Marques, situat a uns 40 quilòmetres d'Ancona. A 1 de gener de 2019 la seva població era de 6.583 habitants.
Ostra limita amb els següents municipis: Belvedere Ostrense, Corinaldo, Montecarotto, Ostra Vetere, Ripe i Senigallia.

## Llocs d'interès

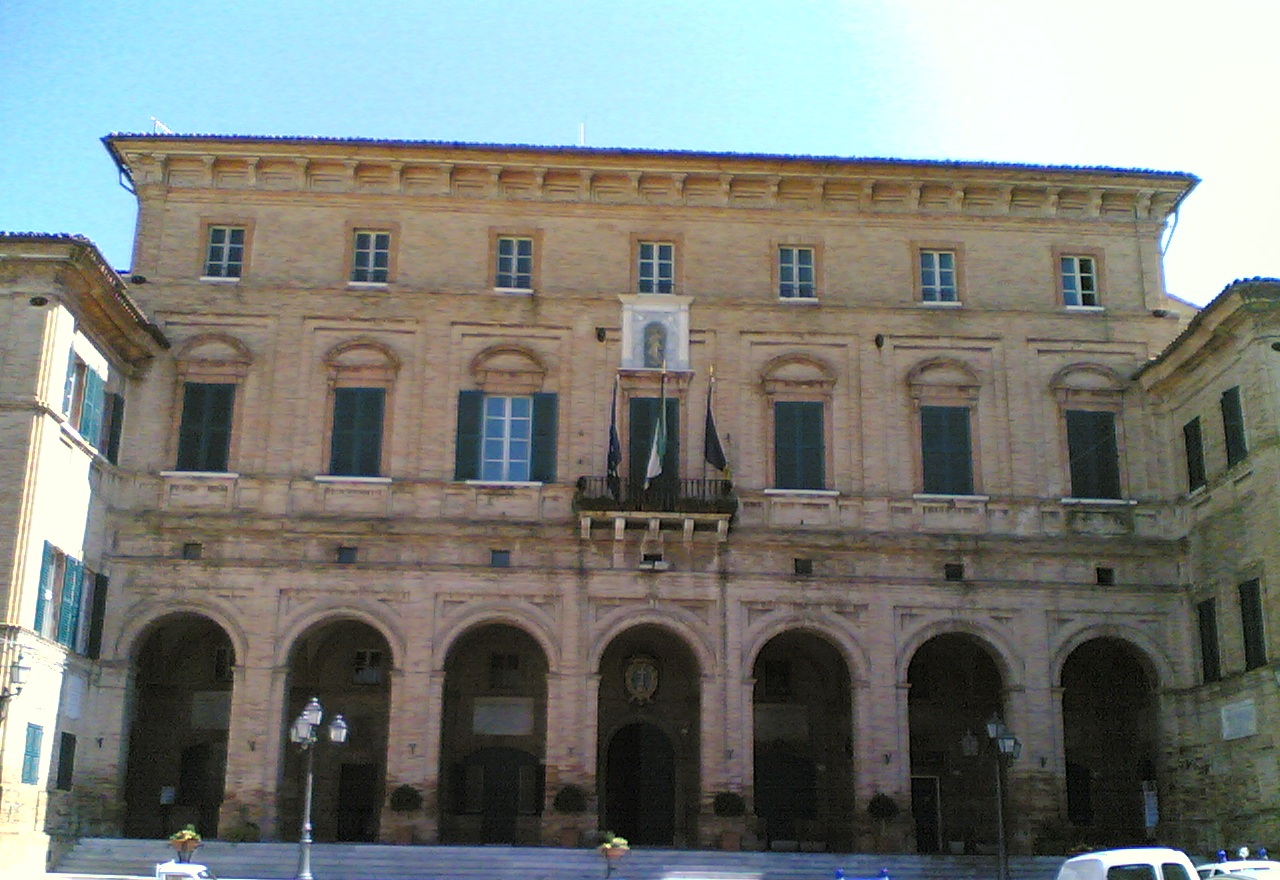
Ajuntament

### Piazza dei Martiri
Al cor de la ciutat es troba la Piazza dei Martiri (Plaça dels màrtirs) la plaça més important de la ciutat. Aquí hi ha la torre de la ciutat del segle xvi, de 33 m d'alçada, reconstruïda al segle XX després de ser bombardejada a la Segona Guerra Mundial. També hi ha l'edifici de l'ajuntament amb els seus arcs i la seva escala de marbre i l'església de Sant Francesc, construïda al segle xiii.

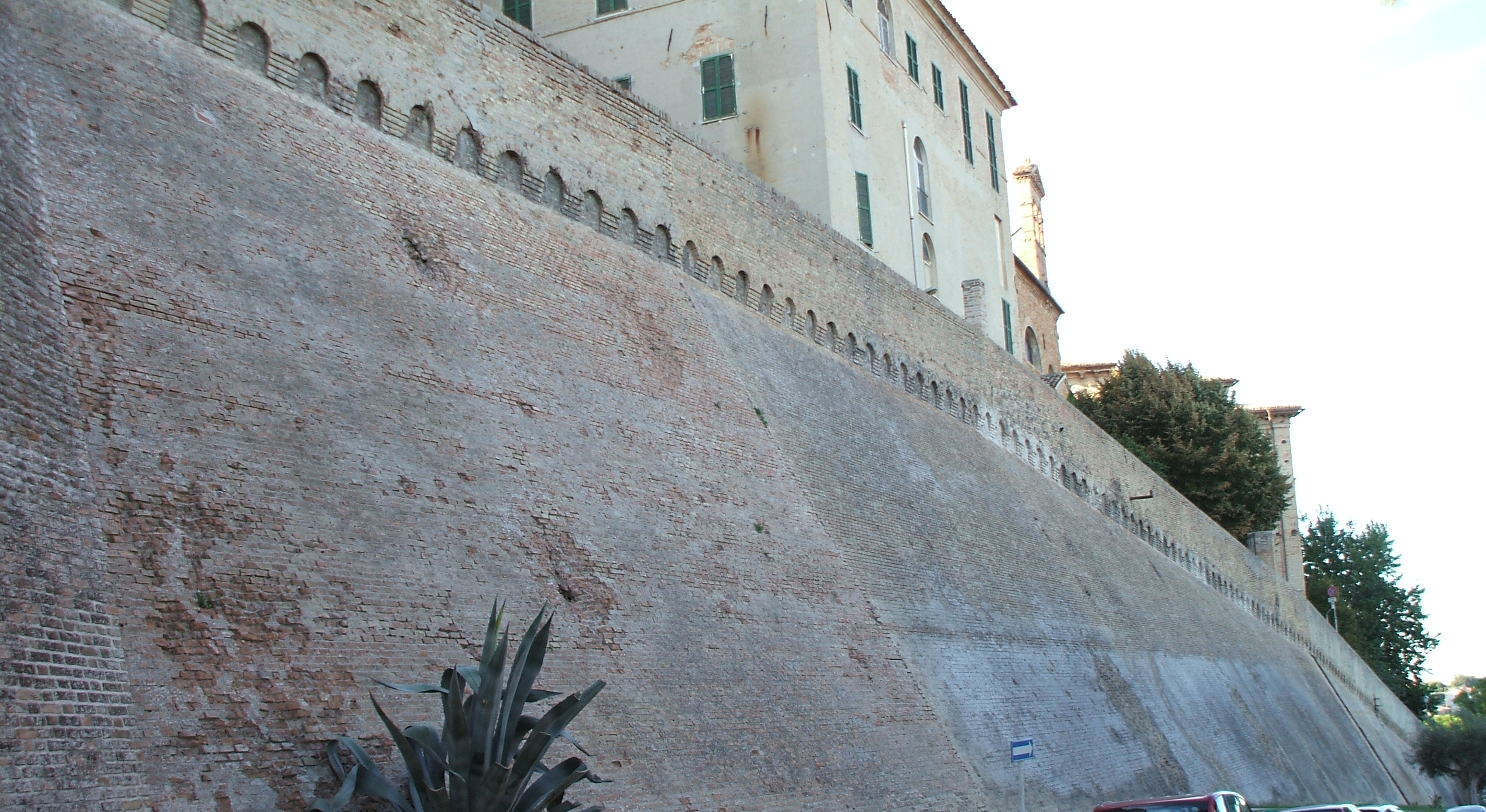
Mur defensiu

### Mur defensiu
Construït a l'edat mitjana tardana, la muralla que envolta la ciutat es conserva perfectament, amb una longitud total de 1200 metres. Té encara nou grans torres i dues entrades principals.

### SantuariMadonna della Rosa
Situat a uns centenars de metres fora de la ciutat, aquest santuari dedicat a Santa Maria és un dels més importants d'Itàlia, visitat cada any per molts pelegrins que provenen tant d'Itàlia com de la resta d'Europa. Es va construir el 1754 després que Santa Maria aparegués a una jove.